# Adilson Troca
Adilson Troca (Rio Grande, 15 de janeiro de 1950) é um político brasileiro filiado ao Partido da Social Democracia Brasileira (PSDB).

## Trajetória política

### Vereador e Vice-prefeito de Rio Grande
Iniciou sua trajetória política nas eleições municipais de 1988, quando foi eleito vereador no município de Rio Grande com 827 votos pelo PSDB.
Nas eleições de 1992, foi eleito vice-prefeito de Rio Grande na chapa encabeçada por Alberto José Barutót Meirelles Leite com 39.766 votos.

### Candidatura à Prefeitura de Rio Grande
Nas eleições municipais de 1996, Adilson Troca concorreu ao cargo de prefeito de Rio Grande pela coligação formada por PTB, PFL e PSDB. Obteve 28.493 votos, ficando em segundo lugar na disputa. O vencedor foi Wilson Mattos Branco, da coligação PMDB/PL, que recebeu 33.405 votos.

### Deputado estadual
Nas eleições estaduais de 1998, foi eleito pela primeira vez deputado estadual pelo PSDB com 16.715 votos.
Em 2002, ficou como suplente com 26.228 votos, mas chegou a assumir o mandato.
Nas eleições de 2006, foi eleito novamente com 39.292 votos.
Foi reeleito em 2010, com 36.611 votos, e em 2014, com 32.579 votos.
Em 2018, ficou como suplente, com 19.490 votos, mas chegou a assumir o mandato com a ida de dois deputados titulares ao governo de Eduardo Leite.

#### Relatorias orçamentárias
Durante sua trajetória na Assembleia Legislativa, foi relator da Lei de Diretrizes Orçamentárias (LDO) em três ocasiões: nos anos de 2000, 2002 e 2007, sendo duas no governo de Olívio Dutra (PT) e uma no governo de Yeda Crusius (PSDB). Tornou-se um dos parlamentares com mais relatorias orçamentárias na história recente do parlamento gaúcho.

#### Polêmica sobre aumento salarial
Em dezembro de 2010, Adilson Troca votou favoravelmente ao aumento de 73% nos salários dos deputados estaduais, o que gerou ampla repercussão e críticas da sociedade. O músico Tonho Crocco compôs a música "Gangue da Matriz", citando nominalmente os deputados que votaram a favor, incluindo Troca.
O então presidente da Assembleia Legislativa, Giovani Cherini, ingressou com representação contra o músico, alegando crime contra a honra.
O caso gerou repercussão nacional e foi alvo de debates sobre liberdade de expressão. No mesmo ano, Cherini pediu o arquivamento da ação, alegando não ser parte diretamente atingida. A Justiça arquivou o processo, e Tonho Crocco recebeu manifestações públicas de apoio, inclusive com outdoors espalhados por Porto Alegre.

## Desempenho eleitoral
| Ano  | Eleição                       | Cargo             | Partido | Votos        | Resultado         | Ref          |
| ---- | ----------------------------- | ----------------- | ------- | ------------ | ----------------- | ------------ |
| 1988 | Municipal de Rio Grande       | Vereador          | PSDB    | 827 votos    | Eleito            | [ 1 ]        |
| 1992 | Municipal de Rio Grande       | Vice-prefeito     | PSDB    | 39.766 votos | Eleito            | [ 2 ]        |
| 1996 | Municipal de Rio Grande       | Prefeito          | PSDB    | 28.493 votos | Não eleito        | [ 3 ]        |
| 1998 | Estadual do Rio Grande do Sul | Deputado Estadual | PSDB    | 16.715 votos | Eleito            | [ 4 ]        |
| 2002 | Estadual do Rio Grande do Sul | Deputado Estadual | PSDB    | 26.228 votos | Suplente, assumiu | [ 5 ]        |
| 2006 | Estadual do Rio Grande do Sul | Deputado Estadual | PSDB    | 39.292 votos | Eleito            | [ 6 ]        |
| 2010 | Estadual do Rio Grande do Sul | Deputado Estadual | PSDB    | 36.611 votos | Reeleito          | [ 7 ]        |
| 2014 | Estadual do Rio Grande do Sul | Deputado Estadual | PSDB    | 32.579 votos | Reeleito          | [ 8 ]        |
| 2018 | Estadual do Rio Grande do Sul | Deputado Estadual | PSDB    | 19.490 votos | Suplente, assumiu | [ 9 ] [ 16 ] |